# Elisabeth de Flines
Elisabeth de Flines (geboren 11. Februar 1681 vermutlich in Amsterdam; begraben 13. Oktober 1746 in Utrecht) war eine niederländische Frau, die lange in gerichtlichen Streitigkeiten um ihr Erbe verwickelt worden war.

## Leben
Elisabeth de Flines wurde am 11. Februar 1681 vermutlich in Amsterdam geboren. Sie war das erste Kind des Seidenhändlers Jacob de Flines (1655–1720) und Elisabeth van Gelder (1662–1683) und wurde in eine wohlhabende mennonitische Familie geboren. Als sie zwei Jahre alt war, starb ihre Mutter bei der Geburt ihres zweiten Kindes. Das Kind verstarb einige Tage später. Elisabeth de Flines wuchs mit ihrem Vater und den Angestellten in einem großen Haus an der Herengracht auf. Kurz nach ihrem dreizehnten Geburtstag heiratete der Vater die 25-jährige Agatha van der Vult (1669–1727) aus Gouda. Sie war remonstrantischer Abstammung. Aus dieser zweiten Ehe gingen zwischen 1695 und 1700 vier Kinder hervor, von denen eines jung verstarb. Sie wurden getaufte Wallonen.
In seinem Testament hatte ihr Großvater Jacob van Gelder bereits 1671 verfügt, dass seine zukünftigen Enkel bei ihrer Heirat oder Volljährigkeit ihren Anteil am Nachlass erhalten sollten. Dies bedeutete, dass Elisabeth nach ihrer Heirat oder im Alter von 25 Jahren in den Besitz des Hauses ihres Vaters an der Herengracht gelangen würde. Nachdem ihr Vater eine neue Familie gegründet hatte, erklärte Elisabeth de Flines 1699, dass sie sich zum Diener Evert Backx hingezogen fühlte. Backx wurde daraufhin sofort entlassen, doch damit endete ihre Beziehung nicht. Sie lief am 22. Dezember 1700 von zu Hause weg und versteckte sich mit ihrem Geliebten in einem Haus an der Bloemgracht. Dadurch wurde ein juristischer Kampf aufgetan, der ihr Leben andauerte. Elisabeth de Flines brauchte im Oktober 1702 eine uneheliche Tochter zur Welt, Maria Elisabeth (gest. 1746). Bis dahin hatte ihre Familie sie nicht finden können, doch kurz nach der Geburt ihres ersten Kindes trafen sich Elisabeth de Flines und ihr Vater in Den Haag, wo Elisabeth ihn vor dem niederländischen Gerichtshof verklagt hatte. Bei der Gelegenheit brachte ihr Vater sie zurück nach Amsterdam und schloss sie in ein Zimmer ein. Das Kind blieb bei den Eltern des Vaters. Ihr wurde vom holländischen Hof befohlen, sich der Autorität ihres Vaters zu unterwerfen und zunächst richtete sie sich danach.
Ihr Vater sorgte für eine Verbindung mit dem friesischen Juristen Adriaan Penterman (1679–1713) aus Utrecht und am 14. Dezember 1703 heiratete das Paar in Abcoude. Vom Erbe Elisabeth de Flines in Höhe von 50.000 Gulden, kaufte ihr Vater dem Bräutigam die Stelle eines Tonneboeiers in Dokkum ohne das Wissen der Braut. Das Paar zog nach der Heirat nach Friesland weg von Amsterdam und Evert Backx. Der Vater ließ notariell beurkunden, dass er das gesamte Vermögen von Elisabeth verwalten und ihr eine jährliche Rente zahlen würde. Das Paar hatte acht Kinder. Adriaan Penterman starb im Oktober 1713 und ließ Elisabeth de Flines mit acht kleinen Kindern und hohen Schulden zurück. Daraufhin flammte ihr Streit mit ihrem Vater erneut auf. Diesmal, weil sie herausgefunden hatte, dass er beim Abschluss des Ehevertrages ihr Erbe verwendet hatte. Vor dem Gericht in Frieslang sagten auf Antrag von Jacob de Flines aus, dass sie ihre Kinder vernachlässigte und Alkoholikerin wäre. Danach wurde sie unter Vormundschaft gestellt.
Elisabeth de Flines zog danach nach Haarlem, dort lebte Evert Backx mit ihrem ältesten Kind, welches inzwischen dreizehn Jahre alt war. Die beiden nahmen ihre Beziehung erneut auf und zogen zur Mutter von Backx. Dort wurde De Flines erneut schwanger. Ihr Vater verhinderte eine Heirat mit Backx und setzte ein neues Testament auf, in dem er seine Tochter offiziell enterbte. Das machte er später jedoch rückgängig. Eine weitere Schwangerschaft stellte sich 1718 ein und es kam mit Backx zum Konflikt. Sie zog zu einem Onkel und ließ ein Testament aufsetzen, in dem sie festlegte, dass Evert Backx und seine Verwandten sich niemals an den Pflichtteilen ihrer Kinder vergreifen dürften. Nach dem Tod ihres Vaters im Jahr 1720 erhielt sie ihr Erbe, das Haus in der Herengracht, mit dem dazugehörigen Anwesen. Dazu gehörten auch Gemälde von Tizian, De Lairesse, Holbein, Rubens und Wouwerman. Sie vermietete das Haus und ihre Stiefmutter und die Halbbrüder zogen aus.
Ihren Lebensabend verbrachte Elisabeth de Flines in Hagestein, dort lebte sie mit ihrem Sohn Gerrit Penterman und starb am 13. Oktober 1746. Sie wurde am 13. Oktober in der Kirche beerdigt. Das Haus an der Herengracht wurde ein Jahr später von den Penterman-Kindern für 36.300 Gulden verkauft.
In den 1980er Jahren entdeckte Gilbert de Flines (1912–1998) im Familienarchiv die Dokumente zur wechselvollen Geschichte von Elisabeth de Flines. Er veröffentlichte 1991 einen Artikel über sie in Gens Nostra. Im Jahr 2008 verwendete der Historiker Machiel Bosman die Geschichte für sein Buch Elisabeth de Flines. Eine unmögliche Liebe im 18. Jahrhundert.